# Бартон, Харолд
Ха́ролд Ба́ртон (англ. Harold Barton; родился 11 сентября 1911 — дата смерти неизвестна) — родившийся в Ли, Ланкашир, английский футболист, нападающий, выступавший за «Ливерпуль» и «Шеффилд Юнайтед».

## Карьера
Харолд присоединился к «Ливерпулю» Джорджа Паттерсона в ноябре 1928 года, но дебютировал в команде только 9 октября 1929 года в матче против «Блэкбёрн Роверс» на «Энфилде» (1:1), а первый гол за «красных» Бартон забил только 7 февраля 1931 года в матче против «Ньюкасла». В этом же матче впервые за команду отличился и Дэйв Райт, однако шотландцу удалось забить в этой игре трижды.
Бартон долго не мог пробиться в основной состав клуба, самым успешным в «Ливерпуле» для него стал сезон 1932/1933 годов, в течение которого он 36 раз выходил на поле и забил 13 голов. Три мяча из этих тринадцати навсегда сделали Харолда героем болельщиков «красных» — 11 февраля 1933 года он оформил хет-трик в мерсисайдском дерби на «Энфилд Роуд», и «Ливерпуль» победил со счётом 7:4. В ворота «Эвертона» он никогда больше не забивал.
В июне 1934 года Бартон перешёл в «Шеффилд Юнайтед», за который выступал до начала Второй мировой войны. После завершения войны он не возобновлял профессиональную карьеру.